# Maren Kirkeeide
Maren Hjelmeset Kirkeeide, född 1 mars 2003, är en norsk skidskytt.

## Karriär
I januari 2024 tog Kirkeeide guld i 15 km distans, jaktstart och mixstafett samt silver i sprint vid EM i Osrblie. Under VM-debuten i Lenzerheide 2025 tog hon silver i stafett och brons i masstart.